# Geschützter Landschaftsteil
Die Schutzkategorie eines geschützten Landschaftsteils, in den verschiedenen Naturschutzgesetzen der österreichischen Bundesländer, entspricht etwa jener eines geschützten Landschaftsbestandteiles im Naturschutzgesetz Deutschlands. Ihr Schutz beschränkt sich, im Gegensatz zu den großräumigen Landschaftsschutzgebieten, auf einen kleinen Teil Landschaft. Eine Unterschutzstellung erfolgt in der Regel zur Erhaltung der Seltenheit, Eigenart oder Schönheit solcher Gebiete, aber auch aus wissenschaftlichen Gründen. Vielfach sind diese Geschützte Landschaftsteile alte Alleen oder Baumgruppen und wieder Wasserläufe, Fließgewässer oder Teiche, aber auch kleine Moore und Naturwaldreservate sowie Parkanlagen. Besonders wertvolle Einzelbäume werden in der Regel nicht als Geschützter Landschaftsteil, sondern als Naturdenkmal geschützt.

## Die einzelnen landesrechtlichen Bestimmungen für Geschützte Landschaftsteile in Österreich

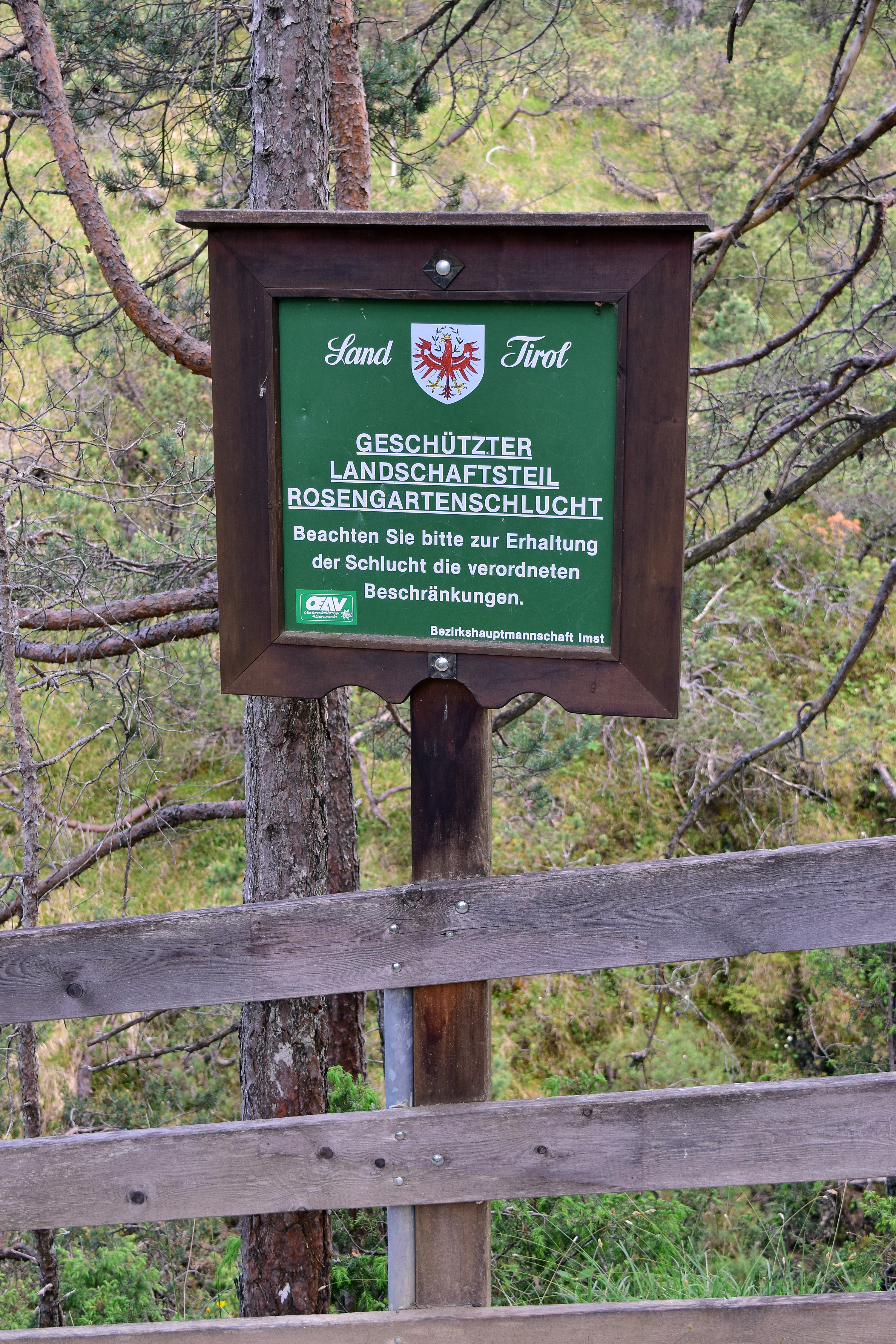
Geschützter Landschaftsteil Rosengartenschlucht

- In Wien sind die Geschützten Landschaftsteile (GLT) von § 25 Wr. NSchG,
- im Burgenland von §§ 24 ff. des NSchG B, siehe auch Liste der geschützten Landschaftsteile im Burgenland,
- in Oberösterreich von § 12 OÖ. NSchG,
- in der Steiermark von § 11 Stmk. NSchG
- in Salzburg von §§ 12 ff. des Sbg. NSchG erfasst, siehe auch Geschützter Landschaftsteil (Salzburg),
- in Tirol von §§ 13 ff. T. NSchG,
- in Vorarlberg von §§ 5 des Vbg. NSschG.

Die Klasse gibt es nicht:
- in Kärnten, hier können kleinräumige Landschaftsteile als Naturdenkmäler gemäß § 28 K-NSG ausgewiesen werden
- in Niederösterreich, Naturdenkmäler nach § 12 NÖ NSchG

Im Jänner 2025 gab es in Österreich 326 geschützte Landschaftsteile, die eine Fläche von insgesamt 86 km² einnahmen.